# Olympische Sommerspiele 1984/Leichtathletik – Speerwurf (Frauen)

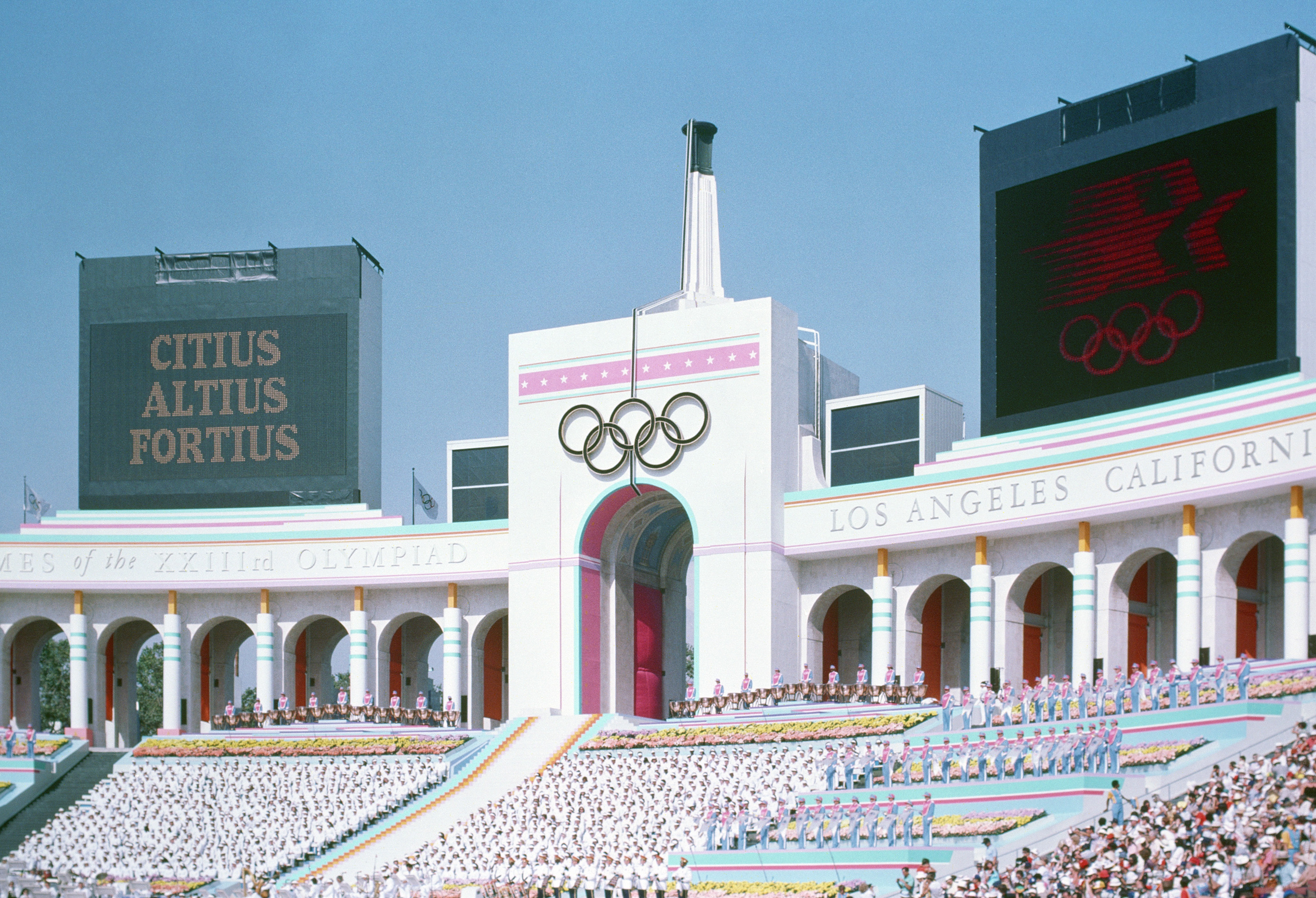
Blick auf das Eingangstor des Los Angeles Memorial Coliseum

Der Speerwurf der Frauen bei den Olympischen Spielen 1984 in Los Angeles wurde am 5. und 6. August 1984 im Los Angeles Memorial Coliseum ausgetragen. 24 Athletinnen nahmen teil.
Olympiasiegerin wurde die Britin Tessa Sanderson. Sie gewann vor der Finnin Tiina Lillak und Fatima Whitbread aus Großbritannien.
Zwei Athletinnen aus der Bundesrepublik Deutschland gingen an den Start. Beate Peters und Ingrid Thyssen erreichten beide das Finale. Thyssen wurde Sechste, Peters Siebte.

Die Schweizerin Regula Egger scheiterte in der Qualifikation.

Werferinnen aus Österreich und Liechtenstein nahmen nicht teil. Athletinnen aus der DDR waren wegen des Olympiaboykotts ebenfalls nicht dabei.

## Aktuelle Titelträgerinnen
| Olympiasiegerin 1980                       | María Caridad Colón ( Kuba)       | 68,40 m | Moskau 1980   |
| Weltmeisterin 1983                         | Tiina Lillak ( Finnland)          | 70,82 m | Helsinki 1983 |
| Europameisterin 1982                       | Anna Verouli ( Griechenland)      | 70,02 m | Athen 1982    |
| Panamerikanische Meisterin 1983            | María Caridad Colón ( Kuba)       | 63,76 m | Caracas 1983  |
| Zentralamerika- und Karibik-Meisterin 1983 | Iris de Grasse ( Kuba)            | 58,74 m | Havanna 1983  |
| Südamerika-Meisterin 1983                  | Marieta Riera ( Venezuela)        | 51,04 m | Santa Fe 1983 |
| Asienmeisterin 1983                        | Xin Xiaoli ( Volksrepublik China) | 53,48 m | Kuwait 1983   |
| Afrikameisterin 1982                       | Agnès Tchuinté ( Kamerun)         | 50,64 m | Kairo 1982    |

## Rekorde

### Bestehende Rekorde
| Weltrekord         | 74,76 m | Tiina Lillak ( Finnland)    | Tampere, Finnland                              | 13. Juni 1983 |
| Olympischer Rekord | 68,40 m | María Caridad Colón ( Kuba) | Finale OS Moskau, Sowjetunion (heute Russland) | 25. Juli 1980 |

### Rekordverbesserung
Die britische Olympiasiegerin Tessa Sanderson verbesserte den bestehenden olympischen Rekord im Finale am 6. August um 1,16 m auf 69,56 m. Den verfehlte sie damit um 5,20 m.

## Doping
Die Griechin Anna Verouli, WM-Dritte von 1983 und Europameisterin von 1982, wurde positiv auf Nandrolon getestet und nach ihrem dreizehnten Platz in der Qualifikation disqualifiziert sowie für ein Jahr von der Teilnahme an Sportveranstaltungen ausgeschlossen.

## Qualifikation
Datum: 5. August 1984
Für die Qualifikation wurden die Athletinnen in zwei Gruppen gelost. Zehn von ihnen übertrafen die direkte Finalqualifikationsweite von 60,00 m. Damit war die Mindestanzahl von zwölf Finalteilnehmerinnen nicht erreicht. So wurde das Finalfeld mit den nächstbesten Athletinnen beider Gruppen, den sogenannten Lucky Losern, auf zwölf Wettbewerberinnen aufgefüllt, sodass schließlich 57,88 m für die Finalteilnahme ausreichten. Die direkt qualifizierten Athletinnen sind hellblau, die Lucky Loser hellgrün unterlegt.
Jennifer Pace, die in Gruppe A antrat, war die erste Frau Maltas, die bei den olympischen Leichtathletikwettkämpfen teilnahm.

### Gruppe A
| Platz | Name               | Nation            | 1. Versuch | 2. Versuch | 3. Versuch | Weite   |
| ----- | ------------------ | ----------------- | ---------- | ---------- | ---------- | ------- |
| 1     | Fatima Whitbread   | Großbritannien    | x          | x          | 65,30 m    | 65,30 m |
| 2     | Tiina Lillak       | Finnland          | 63,30 m    | –          | –          | 63,30 m |
| 3     | Karin Smith        | USA               | 61,38 m    | –          | –          | 61,38 m |
| 4     | Ingrid Thyssen     | BR Deutschland    | 60,68 m    | –          | –          | 60,68 m |
| 5     | Tuula Laaksalo     | Finnland          | 59,64 m    | 60,42 m    | –          | 60,42 m |
| 6     | Petra Rivers       | Australien        | 54,28 m    | 59,12 m    | –          | 59,12 m |
| 7     | Emi Matsui         | Japan             | 55,92 m    | 57,72 m    | 55,94 m    | 57,72 m |
| 8     | Fausta Quintavalla | Italien           | 56,48 m    | 57,66 m    | 55,66 m    | 57,66 m |
| 9     | Agnès Tchuinté     | Kamerun           | 55,94 m    | x          | 51,86 m    | 55,94 m |
| 10    | Lynda Sutfin       | USA               | 55,70 m    | 51,36 m    | 55,92 m    | 55,92 m |
| 11    | Lee Hui-chen       | Chinesisch Taipeh | 51,18 m    | 52,46 m    | 49,54 m    | 52,46 m |
| 12    | Iris Grönfeldt     | Island            | 47,34 m    | 48,70 m    | 48,16 m    | 48,70 m |
| 13    | Jennifer Pace      | Malta             | 55,94 m    | x          | 51,86 m    | 55,94 m |

### Gruppe B
| Platz | Name            | Nation              | 1. Versuch | 2. Versuch | 3. Versuch | Weite   |
| ----- | --------------- | ------------------- | ---------- | ---------- | ---------- | ------- |
| 1     | Trine Solberg   | Norwegen            | 62,68 m    | –          | –          | 62,68 m |
| 2     | Helena Laine    | Finnland            | x          | 61,80 m    | –          | 61,80 m |
| 3     | Tessa Sanderson | Großbritannien      | 61,58 m    | –          | –          | 61,58 m |
| 4     | Beate Peters    | BR Deutschland      | 61,56 m    | –          | –          | 61,56 m |
| 5     | Sharon Gibson   | Großbritannien      | 60,88 m    | –          | –          | 60,88 m |
| 6     | Cathy Sulinski  | USA                 | 54,32 m    | x          | 59,00 m    | 59,00 m |
| 7     | Regula Egger    | Schweiz             | 56,32 m    | 57,80 m    | 57,88 m    | 57,88 m |
| 8     | Minori Mori     | Italien             | 46,66 m    | 56,60 m    | x          | 56,60 m |
| 9     | Zhu Hongyang    | Volksrepublik China | 53,18 m    | 50,98 m    | x          | 53,18 m |
| 10    | Sonia Smith     | Bermuda             | 51,48 m    | x          | 52,74 m    | 52,74 m |
| DOP   | Anna Verouli    | Griechenland        | 57,72 m    | x          | 58,62 m    | 58,62 m |
| DNS   | Iammogapi Launa | Papua-Neuguinea     |            |            |            |         |

## Finale
Datum: 6. August 1984
| Platz | Name             | Nation         | 1. Versuch | 2. Versuch | 3. Versuch | 4. Versuch                                  | 5. Versuch                                  | 6. Versuch                                  | Endresultat | Anmerkung |
| ----- | ---------------- | -------------- | ---------- | ---------- | ---------- | ------------------------------------------- | ------------------------------------------- | ------------------------------------------- | ----------- | --------- |
| 1     | Tessa Sanderson  | Großbritannien | 69,56 m OR | 66,56 m    | 63,68 m    | 64,84 m                                     | 66,86 m                                     | 64,10 m                                     | 69,56 m     | OR        |
| 2     | Tiina Lillak     | Finnland       | 61,14 m    | 69,00 m    | –          | –                                           | –                                           | –                                           | 69,00 m     |           |
| 3     | Fatima Whitbread | Großbritannien | 64,52 m    | 65,42 m    | x          | 65,82 m                                     | 67,14 m                                     | x                                           | 67,14 m     |           |
| 4     | Tuula Laaksalo   | Finnland       | 56,42 m    | 61,36 m    | x          | 66,40 m                                     | 59,64 m                                     | 65,72 m                                     | 66,40 m     |           |
| 5     | Trine Solberg    | Norwegen       | 64,52 m    | 60,90 m    | x          | x                                           | x                                           | x                                           | 64,52 m     |           |
| 6     | Ingrid Thyssen   | BR Deutschland | 61,12 m    | 63,26 m    | 55,64 m    | 55,96 m                                     | 60,42 m                                     | 56,26 m                                     | 63,26 m     |           |
| 7     | Beate Peters     | BR Deutschland | 61,84 m    | 59,90 m    | x          | 61,24 m                                     | 57,98 m                                     | 62,34 m                                     | 62,34 m     |           |
| 8     | Karin Smith      | USA            | 60,54 m    | x          | 55,92 m    | 59,14 m                                     | x                                           | 62,08 m                                     | 62,08 m     |           |
|       |                  |                |            |            |            |                                             |                                             |                                             |             |           |
| 9     | Sharon Gibson    | Großbritannien | 54,96 m    | x          | 59,66 m    | nicht im Finale der besten acht Werferinnen | nicht im Finale der besten acht Werferinnen | nicht im Finale der besten acht Werferinnen | 59,66 m     |           |
| 10    | Cathy Sulinski   | USA            | 54,26 m    | 58,38 m    | x          | nicht im Finale der besten acht Werferinnen | nicht im Finale der besten acht Werferinnen | nicht im Finale der besten acht Werferinnen | 58,38 m     |           |
| 11    | Helena Laine     | Finnland       | x          | x          | 58,18 m    | nicht im Finale der besten acht Werferinnen | nicht im Finale der besten acht Werferinnen | nicht im Finale der besten acht Werferinnen | 58,18 m     |           |
| 12    | Petra Rivers     | Australien     | 55,66 m    | 56,20 m    | x          | nicht im Finale der besten acht Werferinnen | nicht im Finale der besten acht Werferinnen | nicht im Finale der besten acht Werferinnen | 56,20 m     |           |

Im Finale starteten zwölf Athletinnen, von denen zehn die Qualifikationsweite geschafft hatten. Drei Britinnen traten gegen drei Finninnen, zwei US-Athletinnen und zwei Werferinnen aus der Bundesrepublik Deutschland an. Hinzu kamen jeweils eine Athletin aus Norwegen und Australien. Nach drei Versuchen wurden den besten acht Teilnehmerinnen drei weitere Würfe zugestanden.
Die finnische Weltmeisterin und Weltrekordlerin Tiina Lillak galt als Favoritin, ging allerdings durch eine Verletzung gehandicapt in den Wettkampf. Ihre Hauptkonkurrentinnen waren die beiden Britinnen Fatima Whitbread und Tessa Sanderson. Das Fehlen der Werferinnen aus den Boykottstaaten machte sich hier anders als in den anderen beiden Wurfdisziplinen Kugelstoßen und Diskuswurf nur wenig bemerkbar. Bei den großen internationalen Meisterschaften der letzten Jahre hatten die Athletinnen anderer Nationen den Speerwurf eindeutig dominiert.
Schon in der ersten Finalrunde setzte sich Sanderson mit der neuen Olympiarekordweite von 69,56 m an die Spitze. Auf Platz zwei lagen gemeinsam mit 64,52 m Whitbread und die Norwegerin Trine Solberg, später erfolgreich unter ihrem Namen Trine Hattestad. Im zweiten Versuch erreichte Tiina Lillak trotz ihrer Fußverletzung 69,00 m, Whitbread warf 65,42 m und war damit Dritte. Wegen ihrer Verletzung musste Lillak auf ihre restlichen Würfe verzichten. Zwar kam Whitbread im fünften Versuch noch auf 67,14 m, konnte jedoch Tiina Lillak auf dem Silberrang nicht mehr gefährden. Olympiasiegerin aber war Tessa Sanderson, Fatima Whitbread gewann die Bronzemedaille. Auf den weiteren Plätzen rangierten die Finnin Tuula Laaksalo, Trine Solberg sowie die beiden bundesdeutschen Werferinnen Ingrid Thyssen und Beate Peters.
Dieser Wettbewerb hatte nicht nur mit Tessa Sandersons neuem olympischen Rekord ein insgesamt sehr hohes Niveau. Drei Athletinnen übertrafen die 67-Meter-Marke und auch dahinter gab es gute Weiten.
Tessa Sanderson war die erste britische Olympiasiegerin im Speerwurf der Frauen.

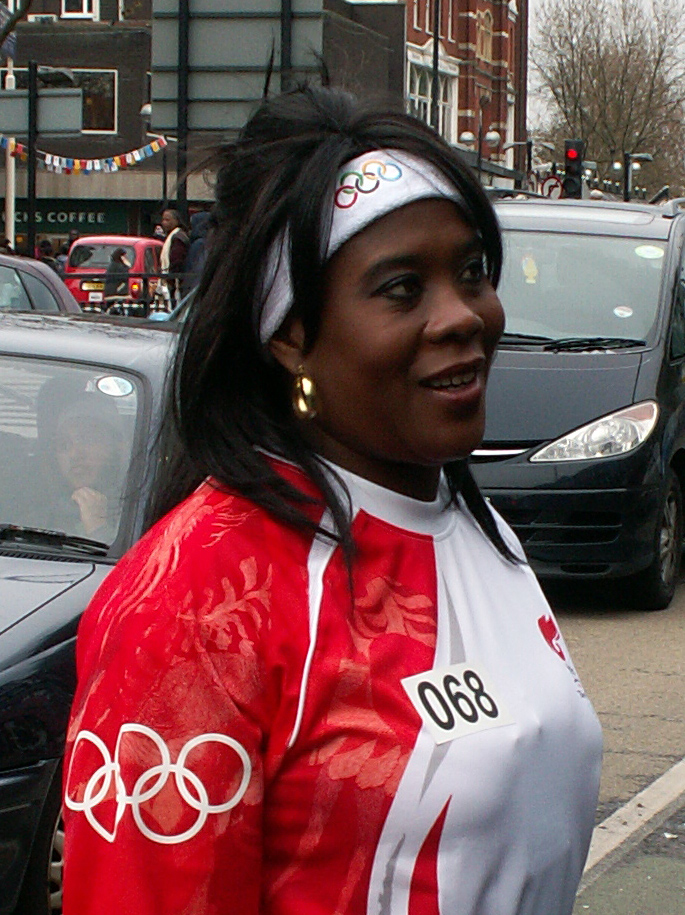
Olympiasiegerin Tessa Sanderson
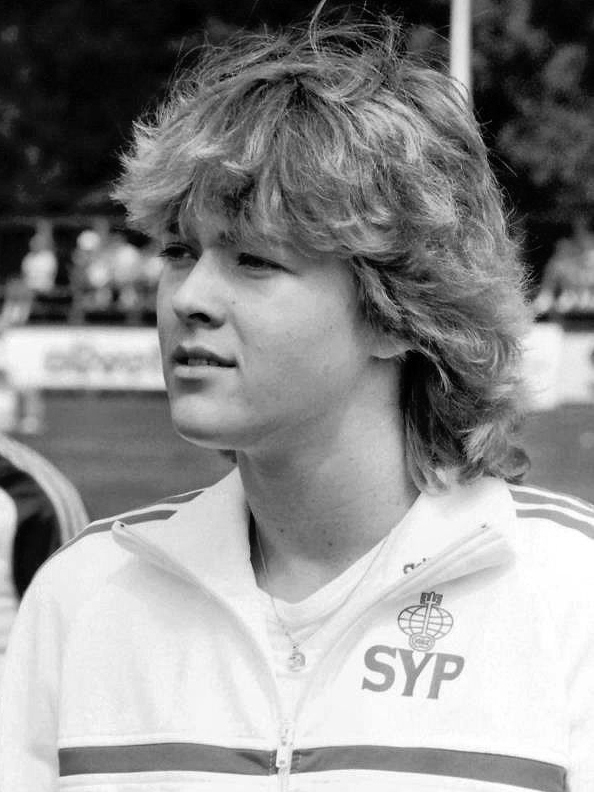
Silbermedaillengewinnerin Tiina Lillak
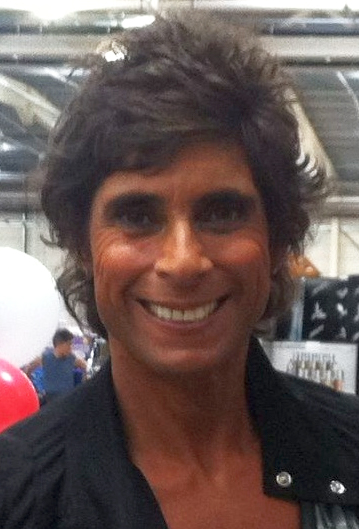
Fatima Whitbread (hier im Jahr 2012) gewann die Bronzemedaille

## Videolinks
- 1984 Los Angeles Olympic Games - Women's Javelin, youtube.com, abgerufen am 16. November 2021
- Women's Javelin Final at LA Olympics 1984 480p 30fps H264 128kbit AAC, youtube.com, abgerufen am 16. November 2021
- Women's Javelin Final at LA Olympics 1984, youtube.com, abgerufen am 15. Januar 2018